# Gueudet (entreprise)
« Gueudet » redirige ici. Pour les autres significations, voir Gueudet (homonymie).

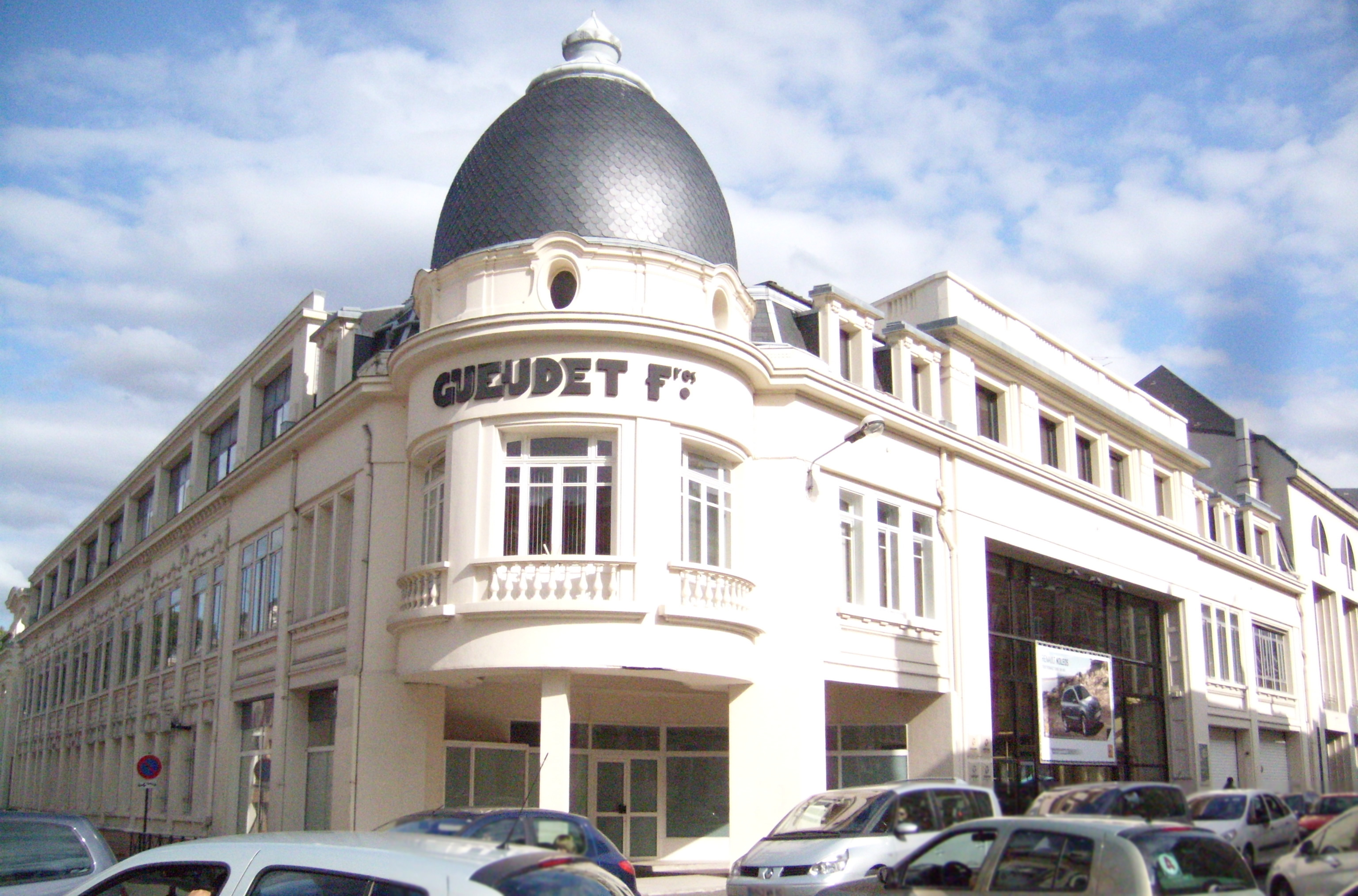
Bâtiments historiques de l'entreprise Gueudet à Amiens avec, à gauche, les anciens ateliers, au centre, la rotonde accueillant les bureaux de la direction et, à droite, la vitrine monumentale.

Gueudet est une entreprise française  opérant dans la distribution automobile et dont le siège social est situé à Amiens.
Le groupe est structuré autour du holding Gueudet Frères.

## Historique
L’entreprise a été fondée en 1880 par Charles Gueudet qui était alors maréchal-ferrant à Breteuil-sur-Noye (Oise). Passionné de mécanique, Charles Gueudet crée une fabrique de bicyclettes et de machines à coudre. Les bicyclettes sont commercialisées sous la marque La Gauloise tandis que les machines à coudre portent la marque Gueudet. Au tout début des années 1900, les ateliers de Charles Gueudet mettront même au point un prototype automobile qu'ils feront défiler à Breteuil.
L’entreprise s’appelle alors Gueudet-Huré, Huré étant le nom de jeune fille de la femme de Charles Gueudet. Le couple aura trois fils dont deux, Gustave et Lucien, ingénieur des Arts et Métiers et futur membre de la société des ingénieurs de l'automobile (SIA), prendront la décision de s’engager pleinement dans l’entreprise familiale et de considérablement développer celle-ci. Constructeurs-mécaniciens, les frères Gueudet croient très vite au succès de l’automobile et décident de créer un réseau de distribution dans le nord de la France. L’entreprise Gueudet devient Gueudet Frères. En 1918, le siège social est transféré à Amiens (Somme).
En 1920, Gustave Gueudet signe un premier contrat de distribution avec Louis Renault. Les deux hommes se sont rencontrés sur une route de Picardie alors que Gustave Gueudet intervenait pour dépanner Louis Renault dont le véhicule était immobilisé pour cause de problèmes mécaniques.

En 1922, les frères Gueudet inaugurent rue des Jacobins à Amiens le nouveau siège social de l’entreprise. Le bâtiment, qui regroupe les bureaux, la salle d’exposition des véhicules Renault et les ateliers au centre de la ville, est cité en exemple par tous les professionnels du secteur automobile alors en pleine expansion. Cet immeuble Art déco est toujours aujourd’hui le siège social du groupe (19, rue des Otages) mais ne contient plus que des bureaux. 

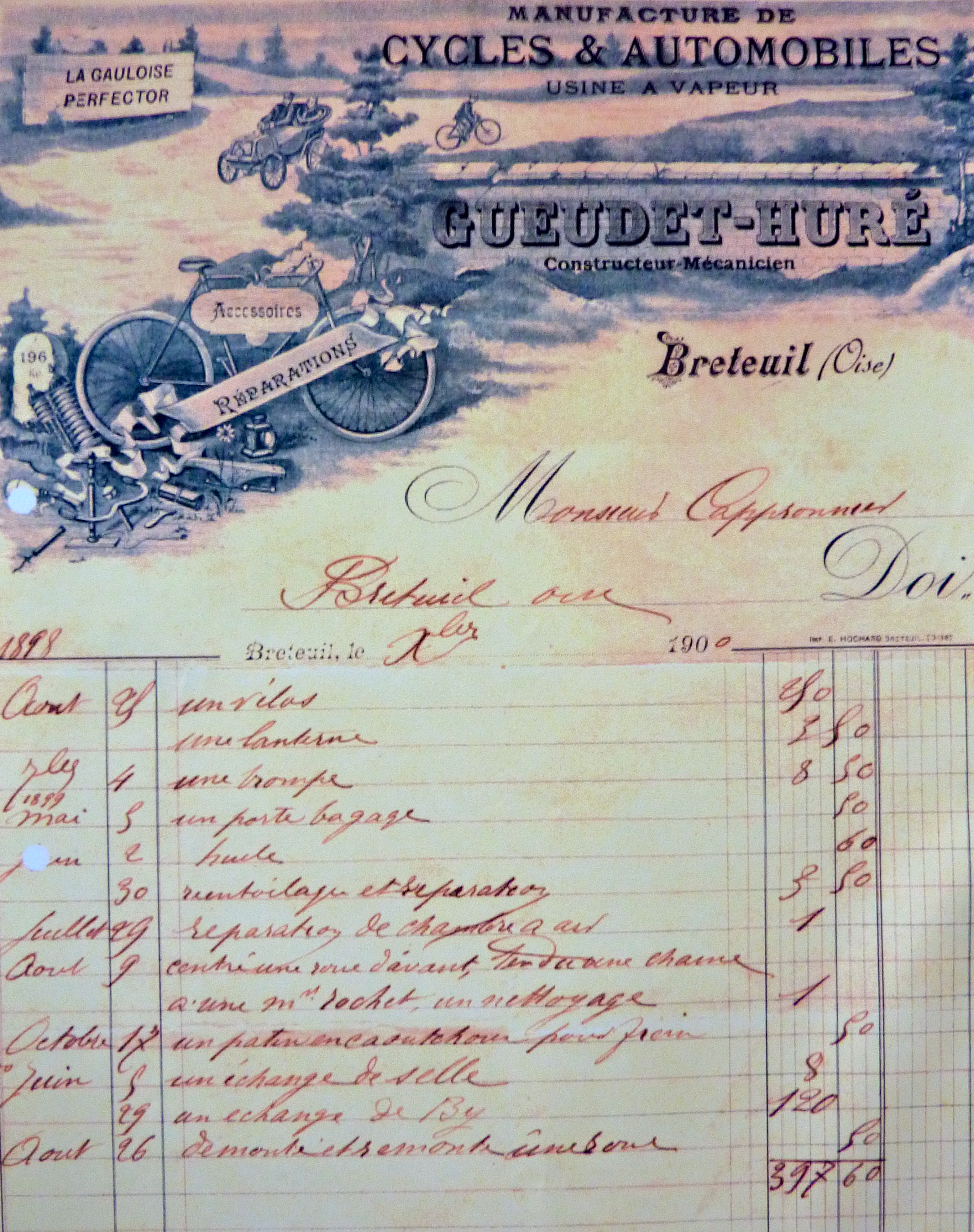
Bon de commande à l'en-tête de la Manufacture de cycles et automobiles Gueudet-Huré (1900).

Gustave et Lucien Gueudet entreprennent rapidement l’implantation d’un véritable réseau de garages couvrant toute la Picardie, notamment Péronne, Albert, Roye, Beauvais, Creil, Saint-Quentin et bien d'autres villes. En 1936, ils créent deux sociétés de transport de voyageurs, Les Autobus Artésiens et Les Courriers Automobiles Picards.

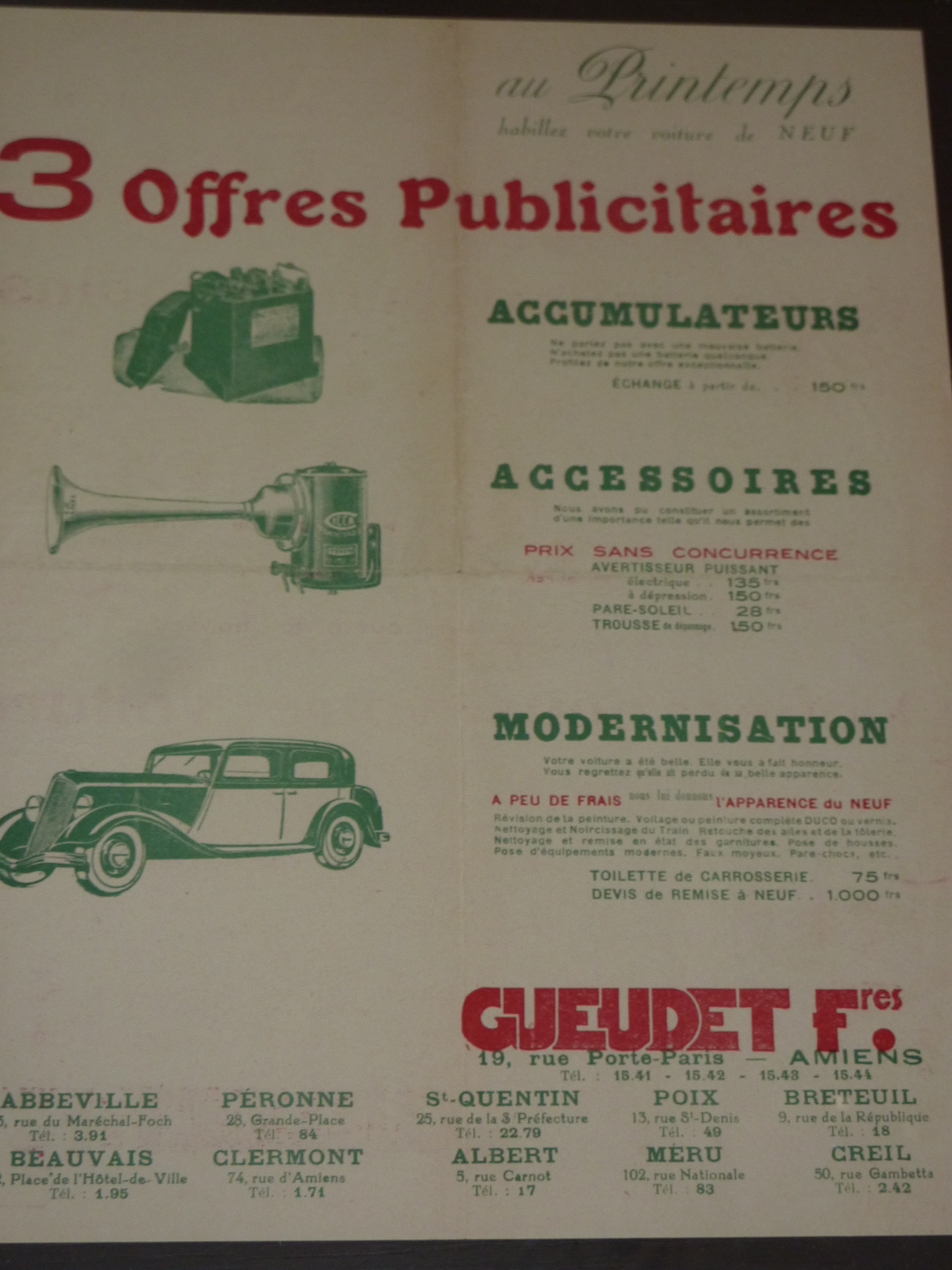
Publicité Gueudet Frères, automobiles et accessoires (début des années 1930).

Lorsque survient la Seconde Guerre mondiale, les établissements Gueudet sont réquisitionnés, fermés ou pillés. À la Libération, Gustave Gueudet, alors âgé de 65 ans, décide de tout recommencer, notamment avec l’aide de son fils Robert, âgé de 35 ans. Les établissements Gueudet Frères se développent non seulement dans la distribution automobile avec Renault mais aussi dans la distribution de cycles (dont le VéloSoleX), de matériel agricole avec Gueudet Motoculture, de véhicules industriels avec Gueudet Véhicules Industriels, de carburant avec Gueudet Carburant ou encore dans le transport de voyageurs ou la distribution de pièces détachées et de matériel de réfrigération (marque Frigidaire).
Les établissements Gueudet deviennent rapidement un acteur incontournable de l’économie locale et l’un des premiers employeurs au niveau régional.
En 1960, la décision est prise de séparer les activités de distribution et de transport du groupe. Gustave et Robert Gueudet obtiennent la branche distribution tandis que Lucien Gueudet et son gendre Pierre Amiaud, ingénieur de l’École Centrale des Arts et Manufactures (École centrale Paris), obtiennent les activités de transport de voyageurs et de réfrigération.
En 1966, Robert Gueudet disparait prématurément à l’âge de 55 ans. Gustave Gueudet, quant à lui, disparait en 1970 à l’âge de 89 ans. L’entreprise entre alors dans une phase de transition jusqu’en 1980 où deux des fils de Robert, Jean-Claude et Patrick, deviennent directeurs généraux du groupe.
Jean-Claude et Patrick Gueudet développent le groupe, toujours dans les mêmes secteurs d'activité. Sous leur impulsion, l'entreprise demeure un poids lourd de la distribution automobile en France et accroit le nombre de ses partenaires automobiles. En effet, au partenaire historique, Renault, viendront notamment s'ajouter Nissan, Opel, BMW, Mini, Audi, Volkswagen et Toyota. En 1992, la concession Renault d'Amiens, Gueudet Automobiles, déménage du centre-ville à Rivery, dans des locaux ultra-modernes d'une surface couverte de 10 000 mètres carrés et devient ainsi la première concession Renault de France sous le nom de Gueudet Sarva.Parallèlement, Patrick Gueudet se passionne très tôt pour l'informatique et crée plusieurs logiciels d'aide à la vente par ordinateur. Son premier progiciel baptisé Top Modèle sera vendu à la Diac, société financière de Renault. Il créera par la suite Top VOgue puis Top Lease, deux autres programmes de distribution de véhicules d'occasion et de location longue durée de véhicules. Le groupe acquiert dès lors une réputation de pionnier dans le domaine informatique. La première version du site internet gueudet.fr est d'ailleurs opérationnelle dès 1995, quelque chose d'alors inédit dans le secteur de la distribution automobile française,.
Au cours de l'année 2004, Patrick Gueudet commence à se retirer progressivement des affaires familiales.
En 2011, le groupe fait ses premiers pas dans la région Rhône-Alpes et acquiert des points de vente Renault et Dacia dans le département de la Haute-Savoie, notamment à Annecy et Sallanches.

En 2012, Gueudet décide de ne plus distribuer la marque Audi. Le groupe est endeuillé par la disparition de Mme Robert Gueudet à son domicile parisien.

Logo du groupe Gueudet de 1992 à 2017

En 2014, le groupe acquiert de nouveaux points de vente Renault et Nissan en Normandie et en 2015 continue d'étendre son activité poids lourds avec de nouvelles acquisitions . Avec 158 concessions en 2016, Gueudet est le 2e plus important groupe de concessions français, derrière BYmyCAR.
En 2017, il est annoncé que Gueudet distribuera Alpine à Deauville. En septembre de la même année, le groupe annonce qu'il renonce à un projet de village automobile dans le département de l'Oise, face à l'opposition de riverains.
Le 31 janvier 2018, l'Autorité de la concurrence indique que la holding du groupe Gueudet, Automotive Parts and Services Group, a notifié son intention de racheter le groupe Métin qui distribue les marques Peugeot, Citroën, DS, Kia, Audi, Volkswagen, Seat et Skoda en région parisienne et emploie environ 1 000 personnes,,,. La transaction est confirmée à la fin du mois de mars 2018, faisant de Gueudet un groupe de 3 800 employés et 1,8 milliard d'euros de chiffre d'affaires (consolidé),,.

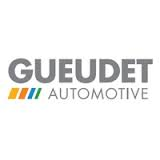
Logo du groupe Gueudet de 2017 à 2023

En mai 2018, Gueudet se positionne pour reprendre cinq points de vente Citroën et DS en région parisienne, appartenant au groupe Vincent. En 2022, il reprend le groupe Chanoine qui distribue Renault, Dacia et Nissan en Normandie. Avec ces acquisitions, Gueudet dépasse désormais les 200 concessions automobiles et points de vente en France,,.
En 2023, Gueudet vend plus de 100'000 véhicules. La même année, le groupe se sépare de sept sites de distribution de poids lourds dans les départements de la Somme, l'Aisne, la Marne et les Ardennes.

## Sources
- Groupe Gueudet, « Site internet officiel du Groupe Gueudet » (consulté le 16 juillet 2015)